# Петро II Олексійович
Петро́ II Рома́нов (Петро Олексійович Романов, рос. Петр Алексеевич Романов; 12(23) жовтня 1715 — 18(29) січня 1730) — імператор Російської імперії  (1727–1730).

## Родовід
|  |                                                 |  |  |  |  |  |  |  |  |  |  |  |  |  |  |  |
|  | Петро I                                         |  |  |  |  |  |  |  |  |  |  |  |  |  |  |  |
|  |                                                 |  |  |  |  |  |  |  |  |  |  |  |  |  |  |  |
|  |                                                 |  |  |  |  |  |  |  |  |  |  |  |  |  |  |  |
|  | Алексій Петрович                                |  |  |  |  |  |  |  |  |  |  |  |  |  |  |  |
|  |                                                 |  |  |  |  |  |  |  |  |  |  |  |  |  |  |  |
|  |                                                 |  |  |  |  |  |  |  |  |  |  |  |  |  |  |  |
|  | Євдокія Лопухіна                                |  |  |  |  |  |  |  |  |  |  |  |  |  |  |  |
|  |                                                 |  |  |  |  |  |  |  |  |  |  |  |  |  |  |  |
|  |                                                 |  |  |  |  |  |  |  |  |  |  |  |  |  |  |  |
|  | Петро II                                        |  |  |  |  |  |  |  |  |  |  |  |  |  |  |  |
|  |                                                 |  |  |  |  |  |  |  |  |  |  |  |  |  |  |  |
|  |                                                 |  |  |  |  |  |  |  |  |  |  |  |  |  |  |  |
|  | Шарлотта Крістіна Брауншвейг-Вольфенбюттельська |  |  |  |  |  |  |  |  |  |  |  |  |  |  |  |
|  |                                                 |  |  |  |  |  |  |  |  |  |  |  |  |  |  |  |
|  |                                                 |  |  |  |  |  |  |  |  |  |  |  |  |  |  |  |

## Біографія

### Дитинство
Син царевича Олексія Петровича і принцеси Софії Шарлоти Бланкенбурзької-Вольфенбюттельської, онук Петра І народився 23 жовтня 1715 у Санкт-Петербурзі.
Вихованням царевича займалися сподвижник Петра I Андрій Остерман, дяк Семен Маврін та закарпатський педагог Іван Зейкан.

### Претендент на престол
Після смерті у 1719 Петра Петровича, сина російського царя Петра I від цариці Катерини I, розглядався частиною російської еліти як єдиний законний спадкоємець трону. Утім негативне ставлення Петра I до сина Олексія перенеслося і на його нащадка, й указом 1722 імператор ліквідував підстави для посідання Петром Олексійовичем трону, закріпивши за собою право призначати собі спадкоємця. По смерті Петра I 1725 представники старої аристократії намагалися привести Петра Олексійовича до влади, але зазнали поразки в боротьбі з князем Олександром Меншиковим, котрий за підтримки гвардії звів на престол дружину Петра Катерину I.

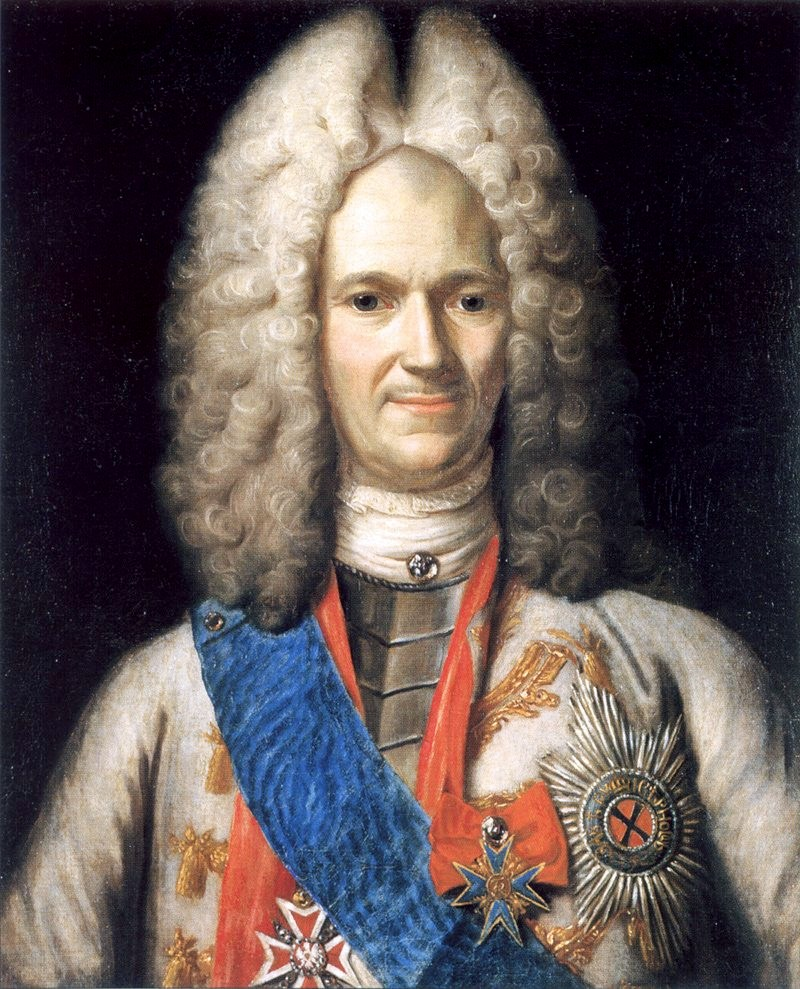
Олександр Меньшиков

І тільки при наближенні смерті імператриці Меншиков, аби запобігти приходу до влади дочок Петра I та реагуючи на популярність царевича серед знаті, схилив Катерину до передачі влади Петрові Олексійовичу.

### Правління
Вступивши на престол 18 (7) травня 1727 року, Петро II на перших порах свого правління повністю перебував під впливом князя Олександра Меншикова, котрий перевіз його до свого палацу та заручив зі своєю донькою Марією. Проте уже в липні 1727 року під час хвороби князя його опонентам вдалося не лише вивести імператора з-під його опіки, а й добитися для Меншикова відправки в заслання. 19 (8) вересня 1727 імператор оголосив про початок свого самостійного правління. Утім через його юний вік та непідготовленість до самостійного правління найзначніший вплив на вирішення державних справ справляли Андрій Остерман, князі Голіцини та князі Долгорукови. Сам же імператор віддавався полюванню та іншим світським розвагам. На початку 1728 імператорський двір переїхав до Москви, де 7 березня (25 лютого) 1728 відбулася коронація Петра II. Незважаючи на наполегливі спроби Остермана, інших соратників Петра I та навіть деяких зарубіжних дипломатів схилити Петра II до повернення столиці до Санкт-Петербурга, двір до самої його смерті залишався в старій столиці. 11 грудня (30 листопада) 1729 відбулися заручини імператора з дочкою князя Долгорукова, але шлюбу завадила рання смерть Петра.

### Відносини з Україною
Ускладнення зовнішньополітичного становища Російської імперії за Петра II (загострення відносин з Туреччиною), намагання у зв'язку з цим імператорського уряду залучити на свою сторону козацьку старшину, а також особисті економічні інтереси О. Меншикова (володів величезними маєтками у Стародубському і Ніжинському полках та провадив широкі торгово-промислові операції), спонукали Таємну Верховну Раду скасувати всі податки у Гетьманщині (крім передбачених Березневими статтями 1654), ліквідувати Малоросійську колегію та дозволити обрати нового гетьмана — Данила Апостола, передати ведення справ Гетьманщини з Сенату до Колегії закордонних справ, заборонити росіянам купувати землі в Україні тощо. В 1728 уряд Петро II створив у Глухові кодифікаційну комісію для складання кодексу чинних в Україні законів («Права, за якими судяться малоросійський народ»).

### Смерть та поховання
Під час підготовки до весілля з Катериною Долгоруковою помер від натуральної віспи. Останнім з російських монархів був похований в Архангельському соборі Московського Кремля.
З його смертю закінчився рід Романових по чоловічій лінії.